# Beck-Hawkeye Motor Truck Works
Beck-Hawkeye Motor Truck Works, vorher Cedar Rapids Auto Works, Beck & Sons und Beck Motor Truck Works, war ein US-amerikanischer Nutzfahrzeughersteller. Markennamen waren Beck und eventuell Beck-Hawkeye. Es gibt einen indirekten Bezug zum ehemaligen Omnibushersteller C. D. Beck Company in Sidney (Ohio), der 1934 von einem Mitglied der Gründer dieses Unternehmens eingerichtet wurde.

## Unternehmensgeschichte
Cedar Rapids Auto Works wurde 1911 in Cedar Rapids in Iowa gegründet. Das Unternehmen stellte Lastkraftwagen und Omnibusse her. 1914 wurde es in Beck & Sons umbenannt. 1917 erfolgte eine Reorganisation als Beck Motor Truck Works. 1918 kam es zur Fusion mit der Hawkeye Truck Company aus Sioux City, ebenfalls in Iowa. Die neue Firmierung lautete Beck-Hawkeye Motor Truck Works.
1921 wurde das Unternehmen aufgelöst.

## Fahrzeuge
Die ersten Modelle waren ein 2-Tonnen-Lkw mit 304,8 cm Radstand und ein Bus für 18 Personen mit 330,2 cm Radstand. Sein Ottomotor leistete 40 PS. Eine andere Quelle gibt an, dass es ein Vierzylindermotor war, der in beiden Modellen zum Einsatz kam.
1914 kamen Zweitonner und Dreitonner dazu und Ende 1914 ein Halbtonner.
1915 erschien ein Anderthalbtonner. Sein Fahrgestell hatte je nach Quelle 330,2 cm oder 340,4 cm Radstand. Er hatte ein Dreiganggetriebe und Vollgummireifen.
Für die Zeit ab 1918 werden Motoren von Continental, Herschell-Spillman und Buda genannt.
Der Eintonner und der Zweieinhalbtonner standen bis 1921 im Sortiment.